# Бетті Девіс
Бе́тті Де́віс (англ. Bette Davis /ˈbɛti/, при народженні Рут Елізабет Девіс, англ. Ruth Elizabeth Davis, 5 квітня 1908, Ловелл, Массачусетс — 6 жовтня 1989, Нейї-сюр-Сен, Франція) — американська акторка театру, кіно та телебачення, популярна у 1930—1940-х роках. Лауреатка премій Оскар (1936, 1939) і Золотий глобус (1974). Перша жінка-президент Американської академії кіномистецтва. Протягом своєї багаторічної кінокар'єри з успіхом грала у фільмах різноманітних жанрів: романтичних і кримінальних драмах, історичних фільмах, комедіях. Девіс особливо відрізнялася тим, що охоче грала негативних персонажів.
Девіс посіла друге місце в рейтингу 100 найбільших кінозірок, складеному Американським інститутом кіномистецтва у 1999 році.
За популярність і матеріальну вигоду, що вона принесла компанії «Warner Bros.», їй дали прізвисько «Четвертий брат Ворнерів» (The Fourth Warner Brother).
Була номінована на премію Кіноакадемії п'ять років поспіль: «Єзавель» (1938), «Перемогти морок» (1939), «Лист» (1940), «Лисички» (1941), «Вперед, мандрівник» (1942).

## Життєпис
Народилася 5 квітня 1908 року у місті Ловелл, штат Массачусетс, в родині студента юридичного факультету Гарлоу Моррелла Девіса (1885—1938) і Рут Огасти Фавор (1885—1961). У неї була молодша сестра Барбара Геррієт (25 жовтня 1909 — 19 липня 1979). 1915 року батьки розлучилися, обох доньок було відправлено до школи-інтернату. Пізніше Бетті з матір'ю та сестрою переїхали до Нью-Йорка. Там юна Девіс працювала фотографом, вивчала акторську майстерність та розпочала кар'єру як театральна акторка на Бродвеї. Тоді ж обрала як сценічний псевдонім своє дитяче ім'я Betty, написання якого під враженням від роману Бальзака «Кузина Бетта» змінила на Bette.
1930 року Девіс вирушила до Голлівуду на кінопроби, які виявилися невдалими. Проте їй усе ж вдається отримати другорядну роль в стрічці «Погана сестра». Згодом Джордж Арлісс обрав її на головну жіночу роль в фільмі «Людина, яка грала бога» (1932). Фільм мав неабиякий успіх, і студія «Warner Bros.» уклала з нею п'ятирічний контракт (надалі подовживши його майже на вісімнадцять років).
Вже 1935 року Девіс отримала першу номінацію на премію Оскар як найкраща акторка за роль Мілдред Роджерс у фільмі «Тягар пристрастей людських» (1934, за романом Сомерсета Моема), а наступного року виграла її за роль алкоголічки в фільмі «Небезпечна» (1935). Після перемоги Девіс стала вимагати від керівництва студії або більшої свободи щодо вибору ролей, або розірвання контракту, і навіть звернулася до суду. Порушуючи контракт, вона поїхала до Лондона, де отримала пропозицію зіграти в двох стрічках. Проте суд вирішив справу на користь студії, тож акторка мала повернутися до Голлівуду.

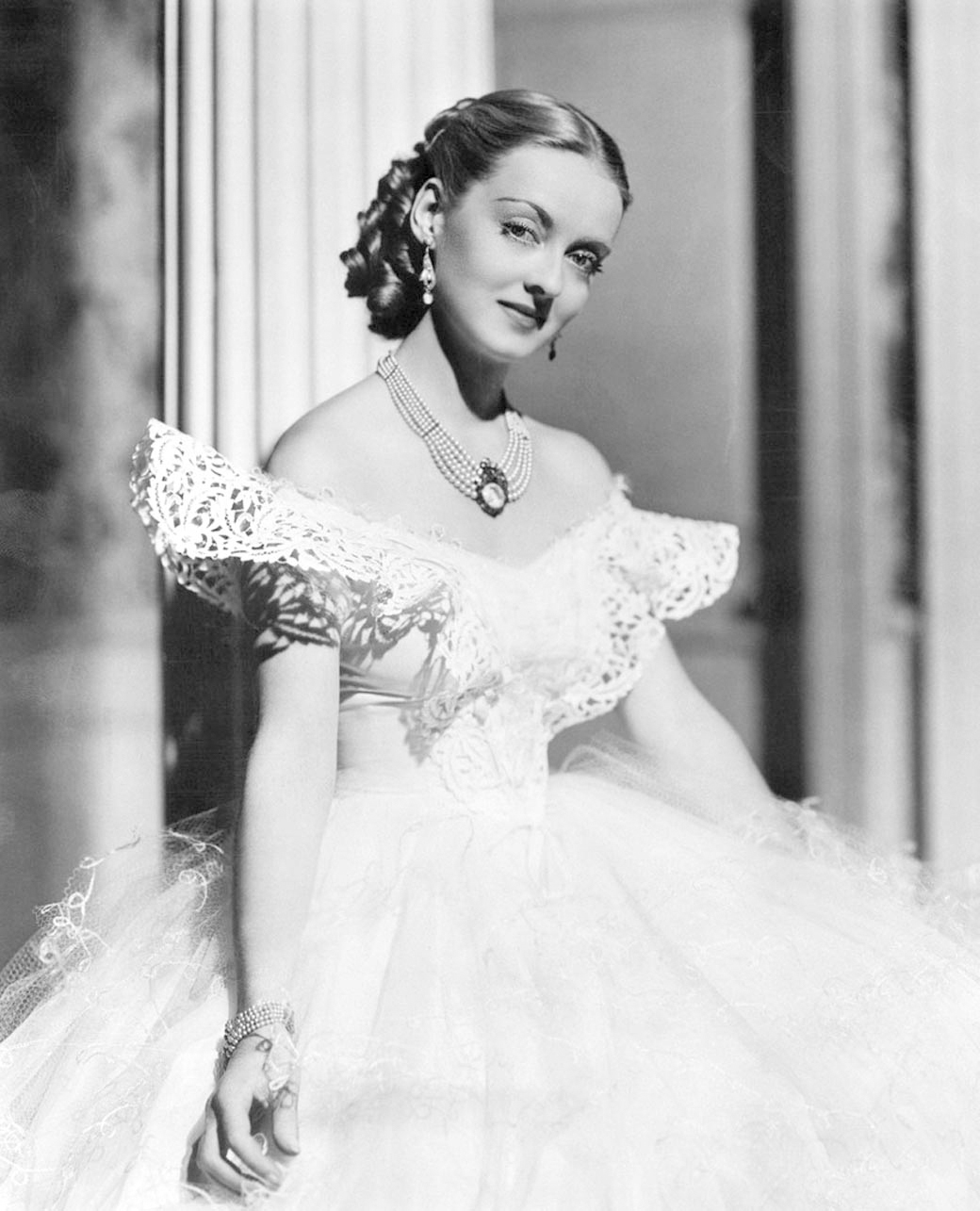
Бетті Девіс в фільмі «Єзавель» (1938)

1930-ті та 1940-ві роки стали сплеском її кінокар'єри. 1938 року вона отримала другий Оскар за найкращу жіночу роль в драмі «Єзавель» Вільяма Вайлера, де зіграла роль норовливої красуні з американського Півдня. 1941 року Девіс було обрано президентом Американської кіноакадемії, але вона залишила посаду два місяці по тому. Великий успіх мали такі фільми за її участю, як «Приватне життя Єлизавети та Ессекса» (1939) з Ерролом Флінном і Олівією де Гевіленд, «Хуарес» (1939), де вона зіграла Шарлотту Бельгійську, «Перемогти морок» (1939), «Лист» (1940), «Усе це і небо на додачу» (1940), «Лисички» (1941) за п'єсою Ліліан Гелман, «Вперед, мандрівник» (1942), «У цьому наше життя» (1942), «Містер Скеффінгтон» (1944) за романом Елізабет фон Арнім, «Вкрадене життя» (1946), де виконала подвійну роль сестер-близнючок, і фільм-нуар «За лісом» (1949).
1950 року зіграла роль Марго Ченнінг в кінодрамі «Все про Єву» Джозефа Манкевича, яка принесла їй ще одну номінацію на Оскар. Успішними були ролі в таких фільмах, як «Зірка» (1952), «Центр бурі» (1956) та заснованому на однойменному романі Дафни дю Мор'є «Цап відбувайло» (1959) з Алеком Гіннессом. Але це вже був спад кінокар'єри Девіс.

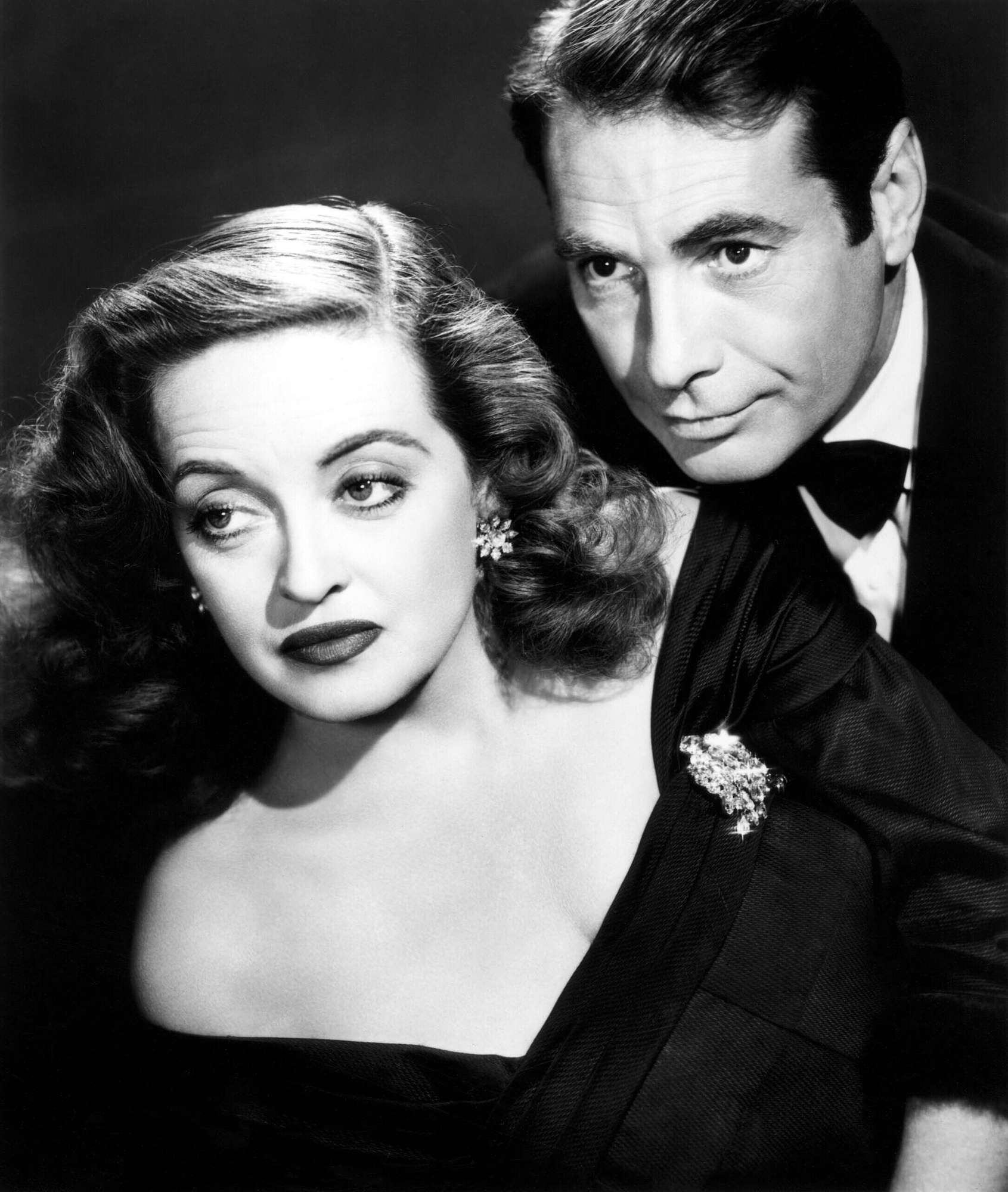
Бетті Девіс і Гері Мерріл у фільмі «Все про Єву» (1950)

На початку 1960-х років вона повернулася на Бродвей, проте без особливого успіху. 1962 року Девіс опублікувала свою книгу мемуарів «The Lonely Life, an Autobiography». Також вона зіграла в двох успішних фільмах Роберта Олдріча «Що сталося з Бебі Джейн?» (1962) з Джоан Кроуфорд, та «Тихше, тихше, мила Шарлотто» (1964), за перший з яких знову була номінована на Оскар як найкраща акторка.
1977 року Бетті Девіс стала першою жінкою, яка отримала престижу нагороду Американського інституту кіно за досягнення всього життя. Тоді ж з'явилася в низці фільмів, найвідоміший з яких «Смерть на Нілі» (1978), екранізація роману Агати Крісті, де зіграла роль багатої американки з клептоманією.
1983 року, після зйомок в пілотному випуску серіалу «Готель», у Бетті Девіс було діагностовано рак молочної залози і призначена мастектомія. Упродовж двох тижнів після операції акторка перенесла чотири інсульти, що викликали параліч правої сторони обличчя і лівої руки. Після довгого періоду фізіотерапії їй вдалося частково позбутися паралічу.
1985 року Девіс з'явилася в детективному телефільмі «Вбивство з дзеркалами» за романом А. Крісті, де її партнеркою стала Гелен Гейс. По завершенні зйомок вона дізналася, що її дочка Барбара (Бі Ді Гайман) видала автобіографічну книгу «Мамин хранитель», де розповіла про важкі стосунки з матір'ю. 1987 року Девіс опублікувала книгу-відповідь «This'n'That», де виклала свою версію подій. Того ж року акторка зіграла разом з Ліліан Гіш в кінодрамі Ліндсі Андерсона «Серпневі кити», що отримала добру критику і ряд номінацій на кінопремії. Її останньою появою на екрані стала роль в чорній комедії «Зла мачуха» Ларрі Коена.
Тоді ж акторка отримала низку престижних нагород, серед яких премія Сезар за видатні заслуги в кінематографі та премія Доностія на Міжнародному кінофестивалі у Сан-Себастьяні. 1989 року хвороба повернулася. Бетті Девіс померла 6 жовтня 1989 року в Американському госпіталі у Нейі-сюр-Сен під Парижем. Похована на кладовищі Форест-Лон (Голлівуд-Гіллз) в Лос-Анджелесі поряд з матір'ю та сестрою.
2017 року було випущено міні-серіал «Ворожнеча», присвячений суперництву Бетті Девіс і Джоан Кроуфорд під час зйомок в фільмі «Що сталося з Бебі Джейн?». Роль Девіс виконала Сьюзен Серендон.

## Особисте життя
У 1932—1938 роках Девіс перебувала у шлюбі з другом юності Гармоном Нельсоном, музикантом.
1940 року вступила у шлюб з Артуром Фарнсвортом, який загинув за нез'ясованих обставин 1943 року (причому причиною смерті називали побої, нанесені йому дружиною).
У 1945—1950 роках її чоловіком був Вільям Грант Шеррі. 1 травня 1947 року у пари народилася дочка Барбара.
Четвертим і останнім чоловіком Девіс став в 1950-му році актор Гері Мерріл, її партнер по фільму «Все про Єву». Парою було всиновлено двоє дітей — дівчинка Марго (6 січня 1951 — 5 травня 2022) і хлопчик Майкл (нар. 5 лютого 1952). Цей шлюб розпався 1960 року.

## Фільмографія

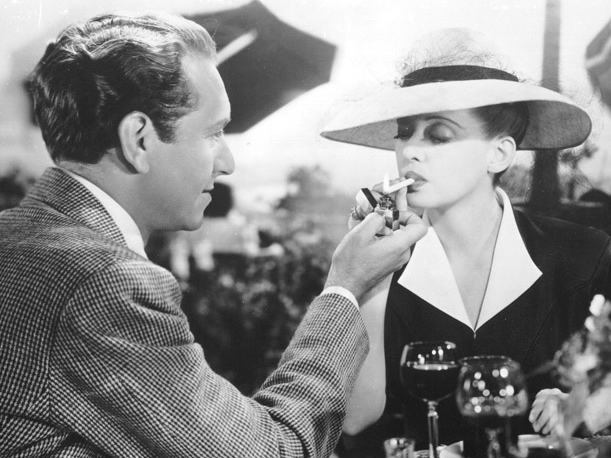
Бетті Девіс і Пол Генрейд у фільмі «Вперед, мандрівник» (1942)

| Рік  |    | Українська назва                    | Оригінальна назва                             | Роль                              |
| ---- | -- | ----------------------------------- | --------------------------------------------- | --------------------------------- |
| 1931 | ф  | Погана сестра                       | The Bad Sister                                | Лора Медісон                      |
| 1931 | ф  | Насіння                             | Seed                                          | Маргарет Картер                   |
| 1931 | ф  | Міст Ватерлоо                       | Waterloo Bridge                               | Джанет Кронін                     |
| 1931 | ф  | Шлях додому                         | Way back home                                 | Мері Люсі                         |
| 1932 | ф  | Загроза                             | The Menace                                    | Пеггі Ловелл                      |
| 1932 | ф  | Пекельний дім                       | Hell’s House                                  | Пеггі Гарднер                     |
| 1932 | ф  | Людина, яка грала бога              | The Man Who Played God                        | Грейс Блер                        |
| 1932 | ф  | Такий великий!                      | So Big!                                       | міс Даллас О’Мара                 |
| 1932 | ф  | Багатство, яке завжди з нами        | The Rich Are Always with Us                   | Мальбро                           |
| 1932 | ф  | Темна конячка                       | The Dark Horse                                | Кей Расселл                       |
| 1932 | ф  | Троє в парі                         | Three on a match                              | Рут Весткотт                      |
| 1932 | ф  | Хатина у бавовнику                  | The Cabin in the cotton                       | Медж Норвуд                       |
| 1933 | ф  | 20 тисяч років у Сінг-Сінгу         | 20 000 years in Sing-Sing                     | Фей Вілсон                        |
| 1933 | ф  | Парашутист                          | Parachute Jumper                              | Патриція Брент                    |
| 1933 | ф  | Роботяга                            | The Working Man                               | Дженні Гарланд                    |
| 1933 | ф  | Колишня                             | Ex-lady                                       | Елен Бауер                        |
| 1933 | ф  | Бюро зниклих без вісти              | Bureau of Missing Persons                     | Норма Робертс                     |
| 1934 | ф  | Велике потрясіння                   | The big shakedown                             | Норма Нельсон                     |
| 1934 | ф  | Тільки кохання                      | Fashions of 1934                              | Лін Мейсон                        |
| 1934 | ф  | Джентльмен Джиммі                   | Jimmy the Gent                                | міс Джоан Мартін                  |
| 1934 | ф  | Туман над Фріско                    | Fog over Frisco                               | Арлін Бредфорд                    |
| 1934 | ф  | Тягар пристрастей людських          | Of Human Bondage                              | Мілдред Роджерс                   |
| 1934 | ф  | Домогосподарка                      | Housewife                                     | Патриція Берклі                   |
| 1935 | ф  | Місто на кордоні                    | Bordertown                                    | Мері Роарк                        |
| 1935 | ф  | Дівчина з 10-ї авеню                | The Girl from 10th Avenue                     | Міріам Бреді                      |
| 1935 | ф  | Жінка з першої шпальти              | Front Page Woman                              | Елен Гарфілд                      |
| 1935 | ф  | Спеціальний агент                   | Special Agent                                 | Джулі Гарднер                     |
| 1935 | ф  | Небезпечна                          | Dangerous                                     | Джойс Гіт                         |
| 1936 | ф  | Закам'янілий ліс                    | The Pertified Forest                          | Габрієль Мейпл                    |
| 1936 | ф  | Золота стріла                       | The Golden Arrow                              | Дейзі Еплбі                       |
| 1936 | ф  | Сатана зустрів леді                 | Satan met a lady                              | Валері Первіс                     |
| 1937 | ф  | Мічена жінка                        | Marked woman                                  | Мері Дуайт Страубер               |
| 1937 | ф  | Кід Галахед                         | Kid Galahad                                   | Луїза «Пампушка» Філіпс           |
| 1937 | ф  | Та сама жінка                       | That Certain Woman                            | Мері Доннелл                      |
| 1937 | ф  | Кохання, яке я шукав                | It's Love I'm After                           | Джойс Арден                       |
| 1938 | ф  | Єзавель                             | Jezebel                                       | Джулі Марсден                     |
| 1938 | ф  | Сестри                              | The Sisters                                   | Луїза Еліот Медлін                |
| 1939 | ф  | Перемогти морок                     | Dark Victory                                  | Джудіт Траерн                     |
| 1939 | ф  | Хуарес                              | Juarez                                        | імператриця Шарлотта фон Габсбург |
| 1939 | ф  | Стара діва                          | The Old Maid                                  | Шарлотта Ловелл                   |
| 1939 | ф  | Приватне життя Єлизавети та Ессекса | The private lives of Elisabeth and Ezsex      | Єлизавета I                       |
| 1940 | ф  | Лист                                | The letter                                    | Леслі Кросбі                      |
| 1940 | ф  | Усе це і небо на додачу             | All this and heaven too                       | Генрієтта Делюзі-Депорт           |
| 1941 | ф  | Велика брехня                       | The great lie                                 | Меггі Паттерсон ван Аллен         |
| 1941 | ф  | Блискуча перемога                   | Shining Victory                               | медсестра                         |
| 1941 | ф  | Наречена прибула післяплатою        | The Bride Came C.O.D.                         | Джоан Вінфілд                     |
| 1941 | ф  | Лисички                             | The Little foxes                              | Реджіна Гідденс                   |
| 1942 | ф  | Людина, яка прийшла до обіду        | The Man Who Came to Dinner                    | Меггі Катлер                      |
| 1942 | ф  | У цьому наше життя                  | In this over life                             | Стенлі Тімберлейк Кінгсмілл       |
| 1942 | ф  | Вперед, мандрівник                  | Now, Voyager                                  | Шарлотта Вейл                     |
| 1943 | ф  | Вахта на Рейні                      | Wath on the Rhine                             | Сара Мюллер                       |
| 1943 | ф  | Завдячуй долі                       | Thank Your Lucky Stars                        | у ролі самої себе                 |
| 1943 | ф  | Вірна подруга                       | Old Acquaintance                              | Кіт Марлоу                        |
| 1944 | ф  | Містер Скеффінгтон                  | Mr. Skeffington                               | Фанні Треліс                      |
| 1944 | ф  | Голлівудська їдальня                | Hollywood Canteen                             | у ролі самої себе                 |
| 1945 | ф  | Зелена кукурудза                    | The corn is green                             | Лілі Моффат                       |
| 1946 | ф  | Вкрадене життя                      | A stolen life                                 | Кейт Босворт / Патрисія Босворт   |
| 1946 | ф  | Обман                               | Deseption                                     | Крістін Редкліф                   |
| 1948 | ф  | Зимова зустріч                      | Winter Meeting                                | Сьюзен Грів                       |
| 1948 | ф  | Наречена червня                     | June Bride                                    | Лінда Джилман                     |
| 1949 | ф  | За лісом                            | Beyond the forest                             | Роза Молін                        |
| 1950 | ф  | Все про Єву                         | All About Eve                                 | Марго Ченнінг                     |
| 1951 | ф  | Платіж за вимогою                   | Payment on Demand                             | Джойс Ремзі                       |
| 1951 | ф  | Отрута іншої людини                 | Another man's poison                          | Джанет Фробішер                   |
| 1952 | ф  | Телефонний дзвінок незнайомця       | Phone call of astranger                       | Мері Гоук                         |
| 1952 | ф  | Зірка                               | The Star                                      | Маргарет Еліот                    |
| 1955 | ф  | Королева-дівиця                     | The Virgin Queen                              | Єлизавета I                       |
| 1956 | ф  | Центр бурі                          | Storm centre                                  | Алісія Холл                       |
| 1957 | ф  | Весільний сніданок                  | Wedding breakfast                             | Агнес Герлі                       |
| 1959 | ф  | Джон Пол Джонс                      | Jonh Paul Jones                               | Катерина II                       |
| 1959 | ф  | Цап відбувайло                      | The Scapegoat                                 | графиня де Ге                     |
| 1959 | с  | Альфред Гічкок представляє          | Alfred Hitchcock Presents                     | міс Фокс                          |
| 1961 | ф  | Пригорща чудес                      | Pocketful of Miracles                         | «Яблучна Енні»                    |
| 1962 | ф  | Що сталося з Бебі Джейн?            | What Ever Happened to Baby Jane?              | Бебі Джейн Гадсон                 |
| 1963 | с  | Перрі Мейсон                        | Perry Mason                                   | Констант Дойл                     |
| 1963 | ф  | Нудьга                              | La noia                                       | мати Діно                         |
| 1964 | ф  | Двійник                             | Dead Ringer                                   | Маргарет Делорка / Едіт Філліпс   |
| 1964 | ф  | Куди пішла любов                    | Where Love Has Gone                           | місіс Джеральд Гейден             |
| 1964 | ф  | Тихше, тихше, мила Шарлотто         | Hush… Hush, Sweet Sharlotte                   | Шарлотта Голліс                   |
| 1965 | ф  | Няня                                | The Nanny                                     | няня                              |
| 1966 | с  | Димок зі ствола                     | Gunsmoke                                      | Етта Стоун                        |
| 1968 | ф  | Річниця                             | The Anniversary                               | місіс Таггарт                     |
| 1970 | ф  | Пов'язані кімнати                   | Connecting Rooms                              | Ванда Флемінг                     |
| 1971 | ф  | Банні О’Хейр                        | Bunny O’Hare                                  | Банні О’Хейр                      |
| 1972 | ф  | Мадам Сін                           | Madame Sin                                    | мадам Сін                         |
| 1972 | ф  | Скопоне, наукова картярська гра     | Lo scopone scientifico                        | мільйонерка-американка            |
| 1972 | тф | Суддя і Джек Вайлер                 | The Judge and Jake Wyler                      | суддя Мередіт                     |
| 1973 | тф | Кричи, красунечка Пеггі             | Scream, Pretty Peggy                          | місіс Еліот                       |
| 1976 | тф | Зникнення Еймі                      | The Disappearance of Aimee                    | Мінні Кеннеді                     |
| 1976 | ф  | Спалені приношення                  | Burnt Offerings                               | тітонька Елізабет                 |
| 1978 | ф  | Повернення з Відьминої гори         | Return from Witch Mountain                    | Лета                              |
| 1978 | ф  | Смерть на Нілі                      | Death on the Nile                             | Мері Ван Шуйлер                   |
| 1978 | тф | Темний секрет свята врожаю          | The Dark Secret of Harvest Home               | вдова Фортуна                     |
| 1979 | тф | Незнайомці: Історія матері і доньки | Strangers: The Story of a Mother and Daughter | Люсі Мейсон                       |
| 1980 | тф | Біла мама                           | White Mama                                    | Адель Малон                       |
| 1980 | тф | У небо                              | Skyward                                       | Біллі Дюпрі                       |
| 1980 | ф  | Лісовий спостерігач                 | The Watcher in the Woods                      | місіс Ейлвуд                      |
| 1981 | тф | Родинне возз'єднання                | Family Reunion                                | Елізабет Вінфелд                  |
| 1982 | тф | Рояль для місіс Чиміно              | A Piano for Mrs. Cimino                       | місіс Чиміно                      |
| 1982 | с  | Маленька Глорія… нарешті щаслива    | Little Gloria... Happy at Last                | Еліс Вандербільт                  |
| 1983 | с  | Готель                              | Hotel                                         | Лора Трент                        |
| 1983 | тф | На правильному шляху                | Right of Way                                  | Мінні Доуер                       |
| 1985 | тф | Вбивство з дзеркалами               | Murder with Mirrors                           | Керрі-Луїза Сераколд              |
| 1985 | тф | Наприкінці років                    | As Summers Die                                | Ханна Лофтін                      |
| 1987 | ф  | Серпневі кити                       | The Whales of August                          | Ліббі Стронг                      |
| 1989 | ф  | Зла мачуха                          | Wicked Stepmother                             | Міранда Пірпойнт                  |

## Нагороди та номінації
| Нагорода                   | Рік  | Категорія                                 | Робота                     | Результат |
| -------------------------- | ---- | ----------------------------------------- | -------------------------- | --------- |
| Оскар                      | 1935 | Найкраща жіноча роль                      | Тягар пристрастей людських | Номінація |
| Оскар                      | 1936 | Найкраща жіноча роль                      | Небезпечна                 | Перемога  |
| Оскар                      | 1939 | Найкраща жіноча роль                      | Єзавель                    | Перемога  |
| Оскар                      | 1940 | Найкраща жіноча роль                      | Перемогти морок            | Номінація |
| Оскар                      | 1941 | Найкраща жіноча роль                      | Лист                       | Номінація |
| Оскар                      | 1942 | Найкраща жіноча роль                      | Лисички                    | Номінація |
| Оскар                      | 1943 | Найкраща жіноча роль                      | Вперед, мандрівник         | Номінація |
| Оскар                      | 1945 | Найкраща жіноча роль                      | Містер Скеффінгтон         | Номінація |
| Оскар                      | 1951 | Найкраща жіноча роль                      | Все про Єву                | Номінація |
| Оскар                      | 1953 | Найкраща жіноча роль                      | Зірка                      | Номінація |
| Оскар                      | 1963 | Найкраща жіноча роль                      | Що сталося з Бебі Джейн?   | Номінація |
| БАФТА                      | 1964 | Найкраща іноземна акторка                 | Що сталося з Бебі Джейн?   | Номінація |
| Золотий глобус             | 1951 | Найкраща жіноча роль — драма              | Все про Єву                | Номінація |
| Золотий глобус             | 1962 | Найкраща жіноча роль — комедія або мюзикл | Пригорща чудес             | Номінація |
| Золотий глобус             | 1963 | Найкраща жіноча роль — драма              | Що сталося з Бебі Джейн?   | Номінація |
| Золотий глобус             | 1974 | Премія імені Сесіля Б. Де Мілля           | Н/Д                        | Перемога  |
| Сезар                      | 1986 | Премія за видатні заслуги у кінематографі | Н/Д                        | Перемога  |
| Каннський кінофестиваль    | 1951 | Приз за найкращу жіночу роль              | Все про Єву                | Перемога  |
| Венеційський кінофестиваль | 1937 | Кубок Вольпі за найкращу жіночу роль      | Кід Галахед & Мічена жінка | Перемога  |